# Птилодусы
Птилодусы (лат. Ptilodus) — род вымерших млекопитающих из отряда многобугорчатых, населявших во времена палеоцена (66,0—55,8 млн лет назад) Северную Америку.
Птилодусы были относительно большими (30—50 см в длину) млекопитающими, размером с современную белку. Судя по их лапам и длинному хвосту, они хорошо лазали по деревьям и вели образ жизни, подобный белке.
Род был описан палеонтологом Эдвардом Копом в 1881 году. Он ошибочно отнёс некоторые фоссилии, принадлежащие данному роду, к роду Chirox. Ископаемые остатки родов Ectypodus Matthew & Granger, 1921 и Neoplagiaulax Lemoine, 1882 были также ошибочно отнесены к птилодусам.

## Классификация
По данным сайта Paleobiology Database, на октябрь 2019 года в род включают 7 вымерших видов:

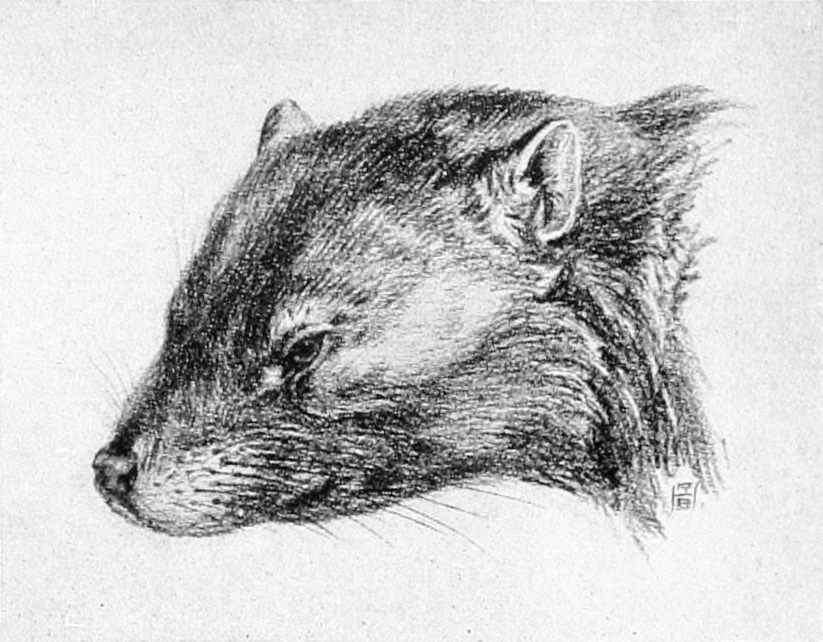
Реконструкция головы

- Ptilodus fractus (Dorr, 1952) [syn. Neoplagiaulax fractus Dorr, 1952]
- Ptilodus gnomus Scott et al., 2002
- Ptilodus kummae Krause, 1977
- Ptilodus mediaevus Cope, 1881typus [syn. Chirox plicatus Cope, 1884, Ptilodus ferronensis Gazin, 1941, Ptilodus plicatus (Cope, 1884)]
- Ptilodus montanus Douglass, 1908 [syn. Ptilodus admirabilis Hay, 1930]
- Ptilodus tsosiensis Sloan, 1981
- Ptilodus wyomingensis Jepsen, 1940

### Отдельные представители
У Ptilodus fractus тело предположительно было весом всего 95 граммов. Ископаемые остатки были найдены в штате Вайоминг (США). Вид был датирован нижним палеоценом.
Ptilodus gnomus — самый мелкий вид. Остатки находили в штате Вайоминг (США) и в провинции Альберта (Канада). Они датированы также нижним палеоценом. Среди ископаемых остатков этого вида более ста зубов и по крайней мере один фрагмент челюсти. Размеры зубов колеблются от 2 до 5 миллиметров. Четвёртый нижний премоляр приблизительно на 51 % короче, чем соответствующий зуб у P. mediaevus; на 28 % короче, чем у P. kummae; на 15 % короче, чем у P. tsosiensis; на 5 % меньше, чем у P. fractus.